# Konrad Kapler
Konrad Kapler (ur. 25 lutego 1925 w Tychach, zm. 23 października 1991 w Rochdale) – polski piłkarz, pierwszy Polak grający w szkockim klubie piłkarskim Celtic FC.
Do Wielkiej Brytanii przyjechał w trakcie II wojny światowej. Przez dwa sezony w latach 1947–1949 był graczem Celticu Glasgow, rozegrał zaledwie 8 meczów, nie strzelając żadnego gola. Później grał w niższych ligach angielskich m.in. w klubach FC Rochdale i FC Morecambe. Następnie od 1951 do 1957 przez sześć sezonów był piłkarzem Altrincham FC (w tym samym czasie w Altrincham F.C. grał Adam Wasilewski który strzelił jedną bramkę w 1 meczu.) Przez rok grał w Stalybridge Celtic, a od 1958 do 1959 w Mossley AFC. W sezonie 1959/1960 był zawodnikiem Ashton United.
Dokładnie 58 lat po debiucie Konrada Kaplera w Celticu (10.09.2005) klub z Glasgow rozgrywał spotkanie na Celtic Park przeciwko Aberdeen. Była to również 20 rocznica śmierci Jocka Steina (trener z którym Celtic zdobył Puchar Europy w 1967 roku) a swoją pierwszą bramkę w Celticu zdobył Maciej Żurawski.